# När var tar sin (1989)
När var tar sin är en svensk film från 1989 i regi av Bengt Danneborn.

## Om filmen
Filmen gjordes med amatörskådespelare och producerades av Hans Danneborn. Manuset skrevs av Bengt Danneborn tillsammans med Susanne Spjuth och Bengt Danneborn var även fotograf. Filmen hade premiär den 15 april 1989 på Orminge Folkets hus i Boo.

## Handling
Filmen utspelar sig under ett halvt dygn en sommar. Maria ringer Micke och gör slut och Micke blir som en följd av detta deprimerad.

### Fotnoter
1. 1 2 3  ”När var tar sin”. Svensk Filmdatabas. http://www.sfi.se/sv/svensk-filmdatabas/Item/?itemid=19852&type=MOVIE&iv=Basic&ref=/templates/SwedishFilmSearchResult.aspx?id%3d1225%26epslanguage%3dsv%26searchword%3dn%C3%A4r+var+tar+sin%26type%3dMovieTitle%26match%3dBegin%26page%3d1%26prom%3dFalse. Läst 23 maj 2013.